# 水牛城軍刀
水牛城軍刀（英語：Buffalo Sabres）是美國水牛城的國家冰球聯盟隊伍，隸屬於東部聯盟大西洋分区。
1970年，水牛城軍刀隊成立，其後戰積上上落落；1990年代中期，在門神哈塞克（Dominik Hašek）帶領下曾一度打進史丹利盃決賽，但最後敗於達拉斯星隊。

## 
- 维基共享资源上的相關多媒體資源：水牛城軍刀
- 官方网站
- Buffalo Sabres Alumni Association （页面存档备份，存于）